# Owen Brewster
Ralph Owen Brewster, född 22 februari 1888 i Dexter, Maine, död 25 december 1961 i Brookline, Massachusetts, var en amerikansk republikansk politiker. Han var guvernör i delstaten Maine 1925–1929. Han representerade Maine i båda kamrarna av USA:s kongress, först i representanthuset 1935–1941 och sedan i senaten 1941–1952.
Brewster utexaminerades 1909 från Bowdoin College. Han avlade 1913 juristexamen vid Harvard Law School och inledde sedan sin karriär som advokat i Portland, Maine.
Brewster efterträdde 1925 Percival Proctor Baxter som guvernör i Maine. Brewster fick stöd från Ku Klux Klan men han förnekade all inblandning i organisationens aktiviteter. Han efterträddes 1929 av William Tudor Gardiner.
Demokraten John G. Utterback besegrade Brewster i kongressvalet 1932. Brewster överklagade utan framgång valresultatet. Han ifrågasatte speciellt rösträkningen i vissa områden i Aroostook County men franskspråkig katolsk befolkning. Brewster besegrade sedan Utterback i kongressvalet 1934. Han omvaldes två gånger och profilerade sig som motståndare till Franklin D. Roosevelts New Deal-reformer.
Brewster efterträdde 1941 Frederick Hale som senator för Maine. Han omvaldes 1946. Han var vän med Joseph McCarthy och motståndare till miljardären Howard Hughes affärsintressen. Han anklagade Hughes för korruption.
Frederick G. Payne besegrade Brewster i republikanernas primärval inför senatsvalet 1952. Hughes hade övertalat Payne att ställa upp i valet, medan Brewster hade förlorat i popularitet i Maine i och med att han stödde McCarthys politik. Brewster avgick den 31 december 1952.
Brewster var medlem i den religiösa rörelsen Kristen Vetenskap. Han gravsattes på Mount Pleasant Cemetery i Dexter. Alan Alda hade rollen som Brewster i The Aviator, filmen som handlar om Howard Hughes liv.